# امید مصطفوی
میر امید مصطفوی کوچه باغ (زادهٔ ٩ خرداد ١٣۶۴ در تهران) موسیقی دان، نوازنده تنبک، سازهای کوبه ای و مدرس موسیقی اهل ایران است.

## شروع فعالیت هنری
فراگیری تنبک را از سال ١٣٧۵ نزد مهدی اصفهانی آغاز نمود
طبق گفته خودش علاقه اش به موسیقی بیشتر و بیشتر می‌شد و همین سبب شد که دورهٔ آواز ایرانی را نزد معصومه مهرعلی از سال ۱۳۷۹ شروع کند.
آشنایی اش با داوود مجد باعث شد تا پیشرفت بسیاری در موسیقی داشته باشد و از این طریق با  محمد علی کیانی نژاد آشنا شد. 
در سال ١٣٨٣ با نوید افقه آشنا شد و دورهٔ تمبک نوازی نوین را نزد وی فرا گرفت 
در سال ١٣٨۵ برای جشن خانه موسیقی در تالار وحدت به روی صحنه رفت 
در سال ١٣٨٩ عضو گروه رستاک شد و اجراهای زیادی را با گروه پشت سر گذاشت

## سوابق اجرا
او در طی سالیان هنری اش با گروه های زیادی فعالیت نمود.
- گروه جوان محمد علی کیانی‌نژاد
- گروه وصال ارژنگ سیفی زاده
- ارکستر سمفونیک تهران
- مانی جعفرزاده
- ارکستر فرهادپور
- گروه رستاک
- حسین واثقی و اسماعیل واثقی
- اجرا با احمد ابراهیمی در موزه موسیقی سال ١٣٨٩
- اجرا در خانه موسیقی در سال ١٣٩٠
- تور اروپا ١٣٩٠ در کشور های سوئد، هلند، فرانسه
- باربیکن هال لندن ١٣٩٠ و ١٣٩١
- همکاری با اسماعیل واثقی و اجرای اپرای ویس و رامین در کنسرت هاوس وین و شهر مونیخ آلمان در سال های ١٣٩٣ و ١٣٩۴
- حضور در بیش از ١٠٠٠ کنسرت در تمامی شهر های ایران و مناطق ویژه همچون عسلویه، گچساران، چادرملو، یزد، مسجد سلیمان و ...
- اجرا در موزه متروپولیتن نیویورک به دعوت موزه برای آیین نوروز

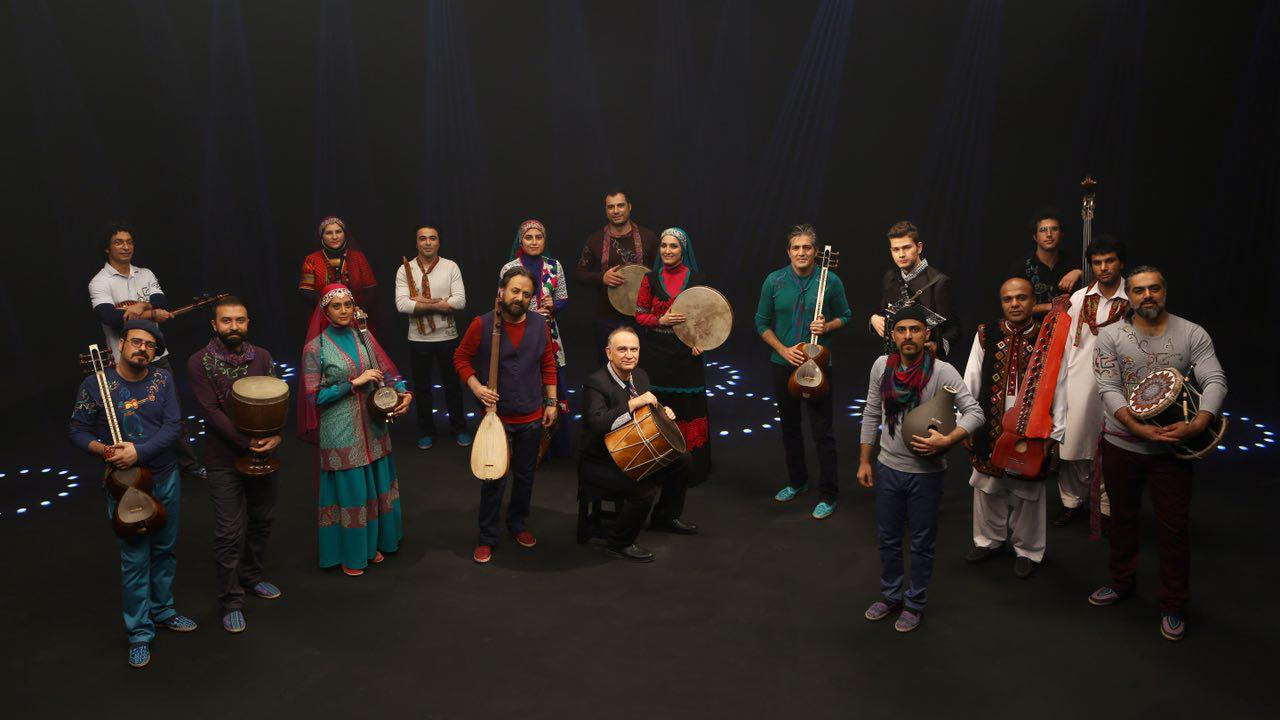

اجرا در کشورهای ترکیه، آلمان، بنگلادش، امارات، امریکا، کانادا، استرالیا، انگلستان، هلند، فرانسه، سوئد، قزاقستان، عمان، عراق و … همراه با گروه رستاک

## آلبوم‌ها[۱۳]
- همه اقوام من - ۱۳۸۹
- سرنای نوروز - ۱۳۹۱
- میان خورشیدهای همیشه - ۱۳۹۵
- آلبوم بهار -۱۳۹۷
- پروژهٔ در خانه بی مرز ۱۳۹۸
- با رستاک برقص ۱۴۰۰

## سایر فعالیت‌ها
- داور جشنواره‌ی ملی جوان سال ۱۴۰۳
- برگزاری کنسرت ها و ورکشاپ های مستقل در کشور دانمارک و سوئد در سال های ١٣٨٧، ١٣٨٨ و ١٣٨٩
- برگزاری کارگاه‌های آشنایی با ریتم‌های موسیقی ایران در دانشگاه موسیقی مسقط کشور عمان
- سرپرستی آموزشگاه موسیقی رستاک از ۱۳۹۳ [۱۴]
- تربیت حدود ۵٠٠ هنرجو در طول ۲۲ سال تدریس تنبک

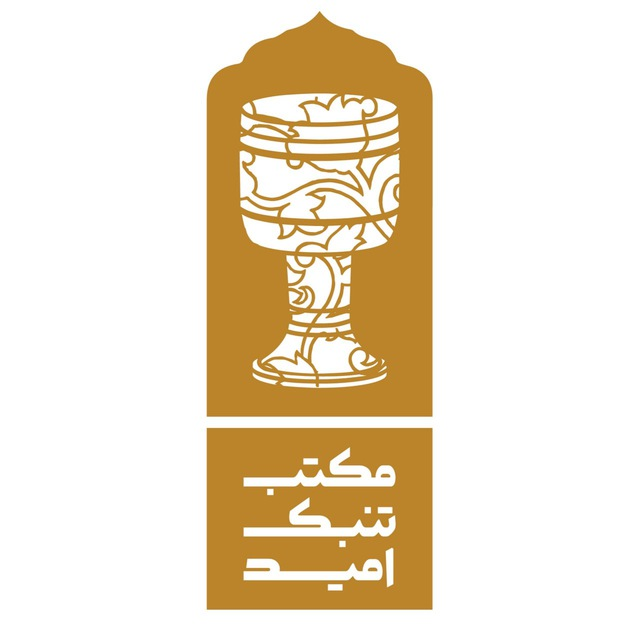
نشان مکتب تنبک امید

- بنیانگذار مکتب تنبک امید